# Saint-Sardos (Lot i Garonna)
Saint-Sardos – miejscowość i gmina we Francji, w regionie Nowa Akwitania, w departamencie Lot i Garonna.
Według danych na rok 1990 gminę zamieszkiwało 260 osób, a gęstość zaludnienia wynosiła 18 osób/km² (wśród 2290 gmin Akwitanii Saint-Sardos plasuje się na 919. miejscu pod względem liczby ludności, natomiast pod względem powierzchni na miejscu 792.).